# Madukoro
Madukoro is een bestuurslaag in het regentschap Magelang van de provincie Midden-Java, Indonesië. Madukoro telt 1093 inwoners (volkstelling 2010).